# ライオン (ベリーグッドマンの曲)

「ライオン」は、ベリーグッドマンの6th配信限定シングル。2016年7月6日発売。

## 概要
- 配信限定6作目(メジャー配信としては2作目)であるが、LINE MUSIC限定の配信となっている。
- プロ野球埼玉西武ライオンズの増田達至投手のために制作した楽曲であり、増田の登場曲として使用される[1]。増田はベリーグッドマンの曲(コンパス)を最初に使用したプロ野球選手となる[1]が、広島カープ所属時代の前田健太投手が登場曲としてベリーグッドマンの「1988」を使用し、ブログで紹介した[2]ことからの縁で登場曲の作成依頼をされ楽曲(1988〜やったりますけん ver.〜)を提供することになった[3]。しかしメンバーには「『順番を飛ばした感覚』『増田投手に失礼』『名もないときから曲を使ってくれていた』という思いがあり、それなら「増田投手に曲を作ろう」と制作された楽曲が「ライオン」である[1]。ちなみに増田、前田、ベリーグッドマンの3人は全員が同じ1988年生まれ[1]。
- 増田が登場曲として使用後、プロ野球界に楽曲が広まり登場曲として多数の選手が使用する。
- 歌詞の「『絶対負けない』雲の上 またあいつの分まで頑張って」という部分はMOCAの延岡学園高校時代に、1年生の秋に柔道部の練習中に倒れ、そのまま亡くなった友人を思い、ずっとMOCAの心に強く刻まれている誓いである[1]。
- 2018年1月12日放送のテレビ朝日『ミュージックステーション 新春2時間SP!』にて「部活に青春を捧げる高校生に聞いたアガるJ-POPランキング」で20位にランクインし紹介されるとツイッターのトレンド入りや配信チャートの上位に再びチャートインした。
- 2018年8月15日にはメンバー自身の意向で島田昌典がサウンド・プロデューサーとして参加し、ストリングスなどオーケストラの弦楽器やバンドが入ったアレンジの「ライオン(2018 New ver.)」を「ドリームキャッチャー」との両A面シングルでシングルCDをリリース[4]。

## 収録曲
1. ライオン
  - 作詞・作曲 ベリーグッドマン
  - 編曲 HiDEX

## タイアップ
- 第98回全国高校野球選手権東・西東京大会 TOKYO MX高校野球東京大会中継テーマ曲
- 第98回全国高校野球選手権埼玉大会 テレビ埼玉高校野球ダイジェストオープニングテーマ曲
- 第98回全国高校野球選手権栃木大会 とちぎテレビ2016夏の高校野球栃木大会中継テーマ曲
- 第98回高校野球野球選手権栃木大会 とちぎテレビ第98回高校野球ハイライト栃木大会テーマ曲
- 第98回全国高校野球選手権新潟大会 新潟テレビ21UX熱闘LIVE2016テーマソング
- 第98回全国高校野球選手権滋賀大会 びわ湖放送高校野球ハイライト2016エンディングテーマ曲
- 第98回全国高校野球選手権京都大会 KBS京都高校野球中継エンディング曲
- 第98回全国高校野球選手権兵庫大会 ベイコム2016夏高校野球兵庫大会結果テーマソング
- 第98回全国高校野球選手権山口大会 山口朝日放送きらり夏2016山口大会エンディングテーマ
- 第98回全国高校野球選手権宮崎大会 エフエム宮崎高校野球宮崎大会中継テーマ曲
- 広島ホームテレビ高校球児応援キャンペーン『高校野球というドラマ』テーマソング
- エフエム鹿児島「μ’s UP！」エンディングテーマ
- 毎日放送「戦え!スポーツ内閣」エンディングテーマ
- 岩谷産業テレビCM「鳥人間コンテスト2023 支えがあるから羽ばたける」テーマソング（2023年8月30日に読売テレビ制作の全国ネット向けダイジェスト番組内限定で放送）

## 収録アルバム
ライオン
- 『SING SING SING 4』#3
- 『SING SING SING 5』初回限定盤DVD「ベリー・バンド・セッション Vol.1」 #3
- 『BEST BEST BEST』LIFE DISC #8
- 『TEPPAN』初回限定盤DVD「2019年ビルボードライブ大阪」#3

## 別バージョン
ライオン(2018 New ver.)
- 先行配信シングル『ライオン(2018 New ver.)』
- 7th Single『ライオン (2018New Ver.)/ドリームキャッチャー』#1
- 『GOOD GOOD GOOD』#12

## プロ野球選手登場曲
| 埼玉西武ライオンズ           | 増田達至 | 2016年 -                               |
| 福岡ソフトバンクホークス     | 川瀬晃   | 2017年 -                               |
| 福岡ソフトバンクホークス     | 栗原陵矢 | 2018年-                                |
| 東北楽天ゴールデンイーグルス | 内田靖人 | 2017年 - 2021年                        |
| 読売ジャイアンツ             | 大江竜聖 | 2017年 - 2021年                        |
| 読売ジャイアンツ             | 實松一成 | 2017年                                 |
| 北海道日本ハムファイターズ   | 中田翔   | 2018年                                 |
| 横浜DeNAベイスターズ         | 網谷圭将 | 2017年 - 2018年                        |
| オリックス・バファローズ     | 山岡泰輔 | 2018年                                 |
| 阪神タイガース               | 望月惇志 | 2019年 - 2020年(ライオン2018 New ver.) |
| 中日ドラゴンズ               | 山本拓実 | 2019年 - 2023年打席時                  |